# Криворізький табір
Криворізький табір для військовополонених — умовна назва контингенту у кількості 6966 осіб із числа військовополонених розбитої польської армії, приписаних у другій половині листопада 1939 р. до підприємств Криворізького залізорудного басейну на підставі підписаного 14 жовтня 1939 р. протоколу угоди між Управлінням у справах військовополонених НКВС і Народним комісаріатом чорної металургії СРСР про працевлаштування 10—11 тис. військовополонених. Контингент використовувався на копальнях залізорудних трестів «Дзержинськруда», «Октябрьруда», «Ленінруда», «Нікополь-Марганець».
Єдиного табору як такого не було. Полонені жили там, де працювали. Одним із таких місць була Суха Балка, де тоді знаходився рудник ім. Кагановича (пізніше — рудник ім. ХХ партз'їзду).

## Історія
17 вересня 1939 р. СРСР, згідно із союзницькими зобов'язаннями, закріпленими у пакті Молотова — Ріббентропа від 24 серпня 1939 р., відправив Червону Армію у т. зв. «визвольний похід» на землі Західної України і Західної Білорусі. Тим самим радянські війська вдарили у спину полякам, які героїчно чинили опір нацистським загарбникам. Близько 130 000 польських вояків склали зброю перед Червоною Армією і особливими загонами НКВС.
На початку жовтня нарком внутрішніх справ СРСР Берія спустив підлеглим йому наркомам УРСР та БРСР директиву, згідно з якою військовополонених солдатів української, білоруської та інших національностей — жителів Станиславівського, Львівського, Тарнопольського і Волинського воєводств Західної України та Новогрудського, Віленського, Білостоцького і Поліського воєводств Західної Білорусі слід було розпустити по домівках. Та через десять днів у Москві передумали, і було віддано інший наказ: «Із кількості відпущених із Західної України та Білорусі відібрати добре вдягнутих і фізично здорових 1700 чоловік та підготувати до відправки на роботи в Кривий Ріг ешелоном 16 жовтня. Охорону посилити.»
Річ у тім, що в останню чверть 1939 і першу половину 1940 року в Кривому Розі відзначався дуже низький рівень видобутку руди. Давалися взнаки арешти 1937 року, після яких люди повсюди працювали з острахом, боячись, що сміливе новаторство може знову коштувати життя. Ставала відчутною душевна втома, цілком природна після нелюдських потрясінь минулих років, унаслідок яких тисячі керівників гірничого і металургійного виробництва по всьому СРСР у найкращому разі опинялися за ґратами.
Економічна рада СРСР під керівництвом А. Мікояна намагалася виправити становище в головному залізорудному басейні держави. 14 жовтня 1939 р. було досягнуто міжвідомчої угоди, за якою НКВС офіційно передав полонених Наркомату чорної металургії (НКЧМ) з правом НКЧМ використовувати робочі руки бранців на свій розсуд. За кожного в'язня НКЧМ сплачував НКВС значну суму. У жовтні-листопаді 1939 р. на залізорудні копальні Кривбасу перевели відібраних у Козельському таборі 1700 військовополонених. Це були жителі західних земель Білорусі та України, яких раніше передбачалося звільнити з полону. Решту (близько 9 000 бранців) доправили з Рівненського табору Будівництва № 1.
Передислокація робочої сили, її розміщення, забезпечення постільною білизною, спецодягом, додатковим харчуванням, санітарна обробка здійснювалися за рахунок НКЧМ, який оплачував і всі витрати на охорону та апарат таборів і забезпечував умови техніки безпеки на виробництві. Працюючи, військовополонені мали одержувати зарплату залежно від виробітку, починаючи з другого місяця роботи. Протягом першого місяця вони харчувалися безплатно, а далі вартість пайка вираховувалася із їхнього заробітку.
Проте ця спроба підневільної праці ненавчених робочих рук від самого початку була приречена: такими трудовими резервами не можна було зрушити з місця такий індустріальний гігант, як Кривбас.
Табір відзначився масовими ухиляннями військовополонених від роботи. Із 6 927 полонених відмовлялися від роботи до 2 000 осіб. Окрім того, не виходили на роботи через відсутність взуття і спецодягу 1 000 людей. На шахті ім. К. Лібкнехта (тепер це шахта «Родіна»), де утримувалися 372 людини, абсолютна більшість військовополонених не виходила на роботу. Вони вимагали дотримання своїх прав, нормальних умов праці. Траплялися випадки втечі з таборів. Наприкінці листопада 1939 року начальник Управління у справах військовополонених майор держбезпеки Павло Сопруненко, розуміючи, що утримання цих людей в неволі протизаконне, запропонував перевести полонених на становище вільнонайманих робітників, закріпивши їх за конкретними робочими місцями, а солдатів охорони замінити міліцією. Начальникові НКВС Лаврентію Берії рекомендації Сопруненка не сподобалися. Він наказав навести порядки в таборах — виключити можливість втечі з таборів і забезпечити регулярний вихід на роботу. Однак і в січні 1940 р. в Криворізькому таборі на роботи виходила лише половина «контингенту». Тим часом, кожен випадок обурення ретельно фіксувався. У таборі вистачало агентів та інформаторів.
Станом на початок 1940 р. в Криворізькому таборі налічувалося 6 742 військовополонених. З березня 1940 р. серед контингенту трудового табору почали виявляти офіцерів, службовців поліції, жандармерії, розвідки, прикордонників, осадників, які підпадали під рішення Попітбюро ЦК ВКП(б) від 5 березня 1940 року про розстріл. Виявлених офіцерів і поліціянтів було відправлено в Козельський, Старобільський та Осташковський табори та разом із 15 000 в'язнів цих трьох спецтаборів було розстріляно у квітні-травні 1940 р. в Катині, Калініні, Харкові, в Путивлі та в інших містах. Тоді, за останніми даними, було знищено близько 22 000 представників польської еліти, хоча це число не остаточне. Після цього масового знищення сталінське керівництво розпочало ліквідацію табору з переведенням військовополонених у систему ГУЛАГу. Інтенсивна підготовка до цього тривала протягом усього березня — першої половини травня 1940 року. Перш за все планувалося вивезти військовополонених вихідців із територій, що відійшли до Німеччини та Литви, потім — жителів західних областей України та Білорусі. Не було звільнено навіть немічних інвалідів, яких було вирішено доставити в одне з відділень Рівненського табору, де мали організувати їхнє «працевикористання».
Напередодні ліквідації табору керівник бригади центрального апарату НКВС Криворізького табору Г. Антонов отримав по прямому проводу від заступника наркома внутрішніх справ комдива В. Чернишова вказівку — всіх полонених, які перебувають у відділеннях «Дзержинськруда», «Октябрьруда», «Ленінруда» й «Нікополь-Марганець», за винятком 2000 осіб, висланих на будівництво НКВС № 1, відправити на станцію Котлас, у підпорядкування Сєвжелдорлагу. На той час у відділеннях Криворізького табору перебувало: у «Дзержинськруді» — 2965 осіб, в «Октябрьруді» — 1134, в «Ленінруді» — 1402, у «Нікополі-Марганці» — 1128 в'язнів. Частину лояльних до радянської влади полонених уродженців західних областей було відправлено в Рівненський табір, де вони будували аеродроми, дороги, зводили військові споруди. Найімовірніше, їх було знищено на початку війни, коли енкаведисти проводили масові розстріли по тюрмах у Західній Україні. Основна ж маса опинилася у Північному залізничному таборі, де бранців розкидали по його відділеннях, розташованих уздовж майбутньої Північно-Печорської магістралі.